# Kopiec Jana Pawła II w Krakowie
Kopiec Jana Pawła II – najmłodszy i najmniejszy z krakowskich kopców, usypany na terenie Zgromadzenia Księży Zmartwychwstańców na Dębnikach przy ul. ks. Stefana Pawlickiego. Kopiec ma 7 m wysokości (bez krzyża). Prowadzi do niego alejka wysadzana tujami, zakończona od strony kopca niewielkimi schodami. U wejścia znajduje się granitowa tablica z herbem papieskim i informacją iż kopiec jest pamiątką VI pielgrzymki Jana Pawła II do ojczyzny. Sypany był w dniach 31 maja – 10 czerwca 1997 roku. Poświęcony został przez ówczesnego nuncjusza Józefa Kowalczyka w trakcie 289 konferencji episkopatu Polski odbywającej się na terenie kurii Zmartwychwstańców. Kopiec jest repliką Kopca Kościuszki w Olkuszu.
W 2002 roku powstała idea usypania większego kopca na cześć papieża Polaka. Miałby on być zlokalizowany na terenie dawnych Zakładów Sodowych „Solvay”.

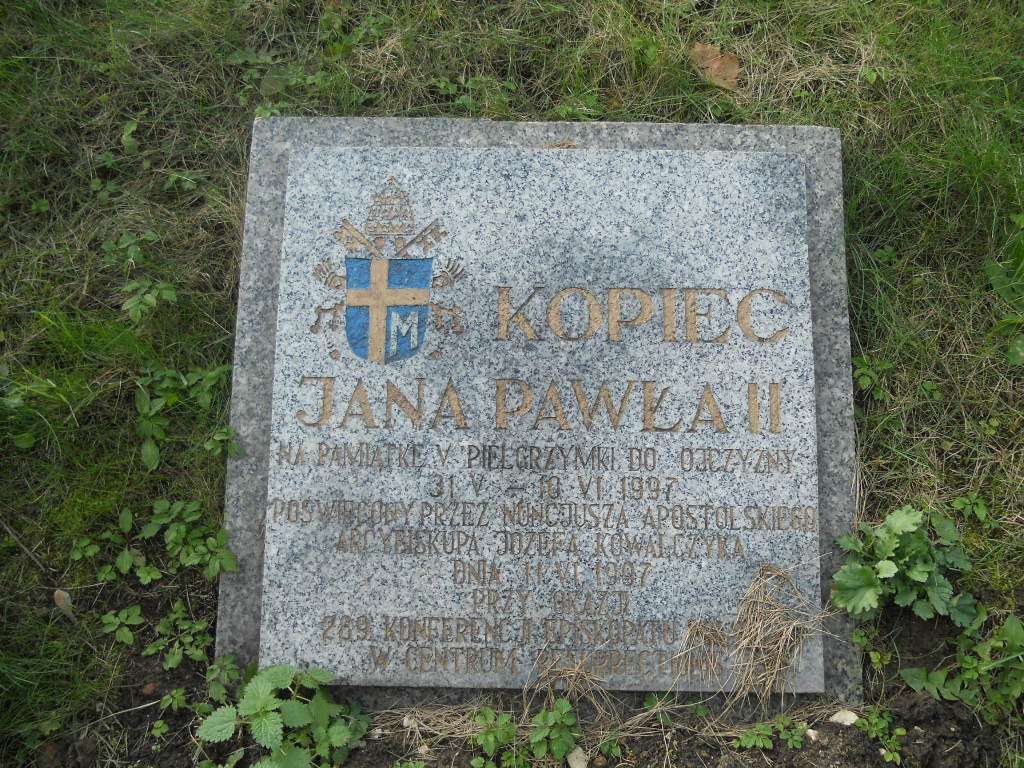
Tablica pamiątkowa
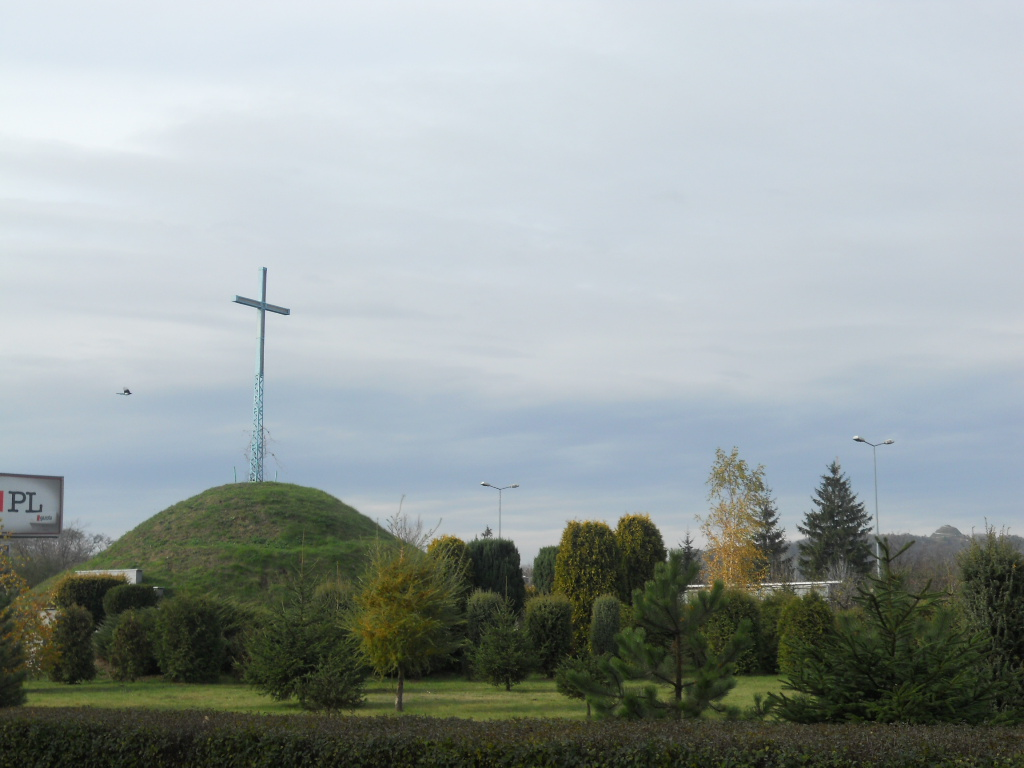
Widok na Kopiec Jana Pawła II i Kopiec Kościuszki